# Enrico Bronzi

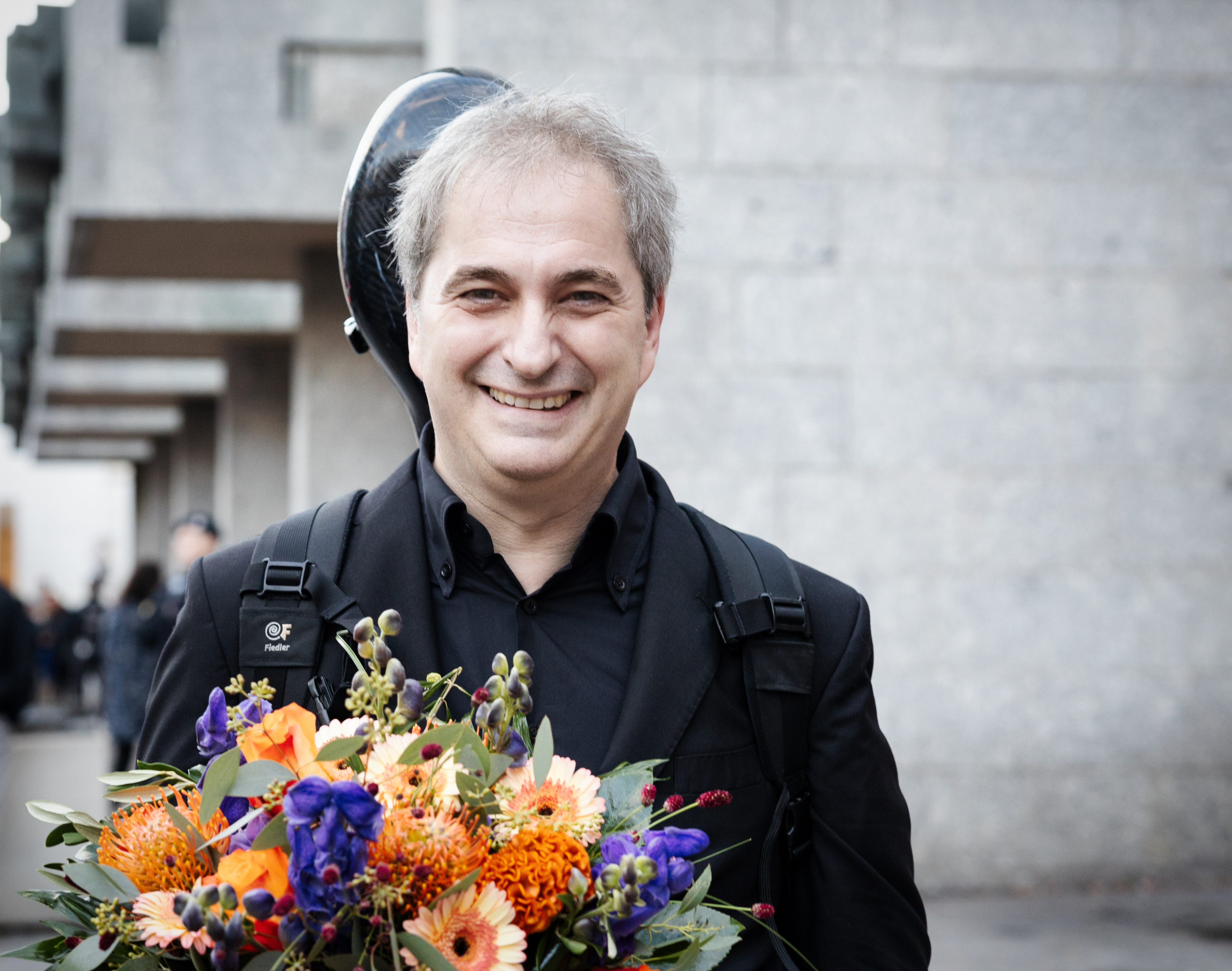
Enrico Bronzi nel 2024

Enrico Bronzi (Parma, 16 giugno 1973) è un violoncellista e direttore d'orchestra italiano.

## Biografia
Dopo aver conseguito il diploma di violoncello inizia a suonare in orchestra divenendo presto primo violoncello nell'orchestra del Teatro alla Scala di Milano, posto che occupa per tre anni.
Lascia l'attività di professore d'orchestra per dedicarsi all'attività concertistica sia come componente del Trio di Parma che come solista.
Svolge intensa attività cameristica con il Trio di Parma partecipando alla conquista di premi presso festival a Firenze, Monaco di Baviera, Melbourne e Lione.
Nel 2001 affianca all'attività cameristica anche un'intensa attività di solista tenendo concerti in Europa, Stati Uniti, Australia e Sud America, ospite dei più importanti teatri quali ad esempio il Lincoln Center e la Carnegie Hall di New York, la Queen Elizabeth Hall e la Wigmore Hall di Londra, la Filarmonica di San Pietroburgo, il Teatro Colón di Buenos Aires e altri ancora.
Si esibisce con le più rinomate orchestre sinfoniche e filarmoniche quali quelle di Colonia e Monaco di Baviera e altri importanti complessi sinfonici, sotto la direzione di Claudio Abbado, Frans Brüggen, Christoph Eschenbach, Krzysztof Penderecki e molti altri.
Partecipa ai più importanti concorsi violoncellistici vincendo prestigiosi premi a Helsinki e a Parigi.
A seguito di questi riconoscimenti ha ottenuto, nel 2007, una cattedra come professore di violoncello al Mozarteum di Salisburgo.
Suona su un prezioso violoncello di Vincenzo Panormo costruito nel 1775.
Recentemente si è dedicato anche alla direzione d'orchestra ed ha iniziato un intenso lavoro con l'Accademia dell'Orchestra Mozart di Bologna.
Ha al suo attivo una vasta produzione discografica nella quale spiccano una serie di incisioni di musiche di Luigi Boccherini realizzate per l'etichetta Brilliant Classic.

## Discografia Solista
- Antonio Vivaldi, Vivaldi concerti a 3 e a 4, Dynamic 1996
- Benedetto Marcello, Sonatas for cello e basso continuo, Dynamic 1996
- Luigi Boccherini, Complete Cello concertos, Brilliant Classic 2005 (3 CD)
- AA. VV., Brilliant Classic 1996-2006 10 Years, Brilliant Classic 2006
- De Fossa, Trois Quatours op. 19, Stradivarius 2008
- C.P.E. Bach, Concerti, sinfonie, Amadeus 2008
- Johann Sebastian Bach, Bach-6 Suites, Fregoli Music 2009
- Francesco Geminiani, 6 Sonate per violoncello e basso continuo op. 5, Concerto Classic 2010
- Ildebrando Pizzetti Tre Canti, Arietta (worldpremiere), Sonata in fa per pianoforte e violoncello, Concerto Classics 2010

## Discografia con il Trio di Parma
- Brahms Trii op.8 e 87 Music for UNICEF
- Brahms, Dvorak Trio op.101, Trio op.65 Music for UNICEF
- Beethoven Integrale Trii con pf VMS 110 (ristampato su Amadeus)
- Beethoven Triplo concerto in do maggiore op.56, con l'Orchestra Haydn diretta da Trisdee na Patalung - Amadeus
- Ravel Trio e Sonate Amadeus
- Shostakovich Complete Works for Piano Trio Stradivarius
- Pizzetti Trio in la Concerto Classics 2010